# Буда (Брянский район)
Буда (ранее также Буды) — деревня в Брянском районе Брянской области, в составе Новодарковичского сельского поселения. Расположена в 4 км к северу от городской черты г. Брянска, в 3 км к северо-западу от посёлка Новые Дарковичи. Население — 155 человек (2010).

## История
Основана в 1840-х гг. как поместье М. Ф. Жабина (первоначальное название — сельцо Матвеевское; современное название с конца XIX века). Входила в приход села Дарковичи.
С 1861 по 1924 год входила в Любохонскую волость Брянского (с 1921 — Бежицкого) уезда; позднее в Бежицкой волости; с 1929 в Брянском районе. До 1959 года в Дарковичском сельсовете (в 1926—1934 гг. — временно в Чайковичском), в 1959—1982 гг. в Толвинском сельсовете.